# François Chabas
Pour les articles homonymes, voir Chabas.
François Joseph Chabas, né le 2 janvier 1817 à Réguigné, hameau de la commune de Briançon et mort le 17 mai 1882 à Versailles, est un égyptologue français.

## Biographie
Fils de Vincent Chabas, capitaine d'infanterie de ligne, agent général d'assurances, chevalier de la Légion d'honneur, et de Marie Françoise Ferrus, François Joseph Chabas étudie à Chalon-sur-Saône et devient marchand de vin. Membre de diverses académies, président de la chambre de commerce et d'industrie de Chalon-Autun-Louhans, il devient président du conseil général de Saône-et-Loire.
Autodidacte, il apprend le latin, le grec et d'autres langues. Attiré par l'anthropologie, il apprend l'ancien égyptien. Chalonnais d'adoption, il est l'un des pionniers de l’égyptologie dans la droite ligne de Vivant Denon, et un archéologue distingué. Il fait de Chalon le centre d’une « université européenne », nouant des contacts à la fois amicaux et professionnels avec les plus éminents orientalistes de son temps. Travailleur infatigable, commerçant en vins de profession et président de la chambre de commerce et d'industrie de Chalon-Autun-Louhans, sa passion pour l'Égypte le propulse bien vite aux plus hautes destinées. 
Il a publié une cinquantaine d'ouvrages scientifiques. Il est le premier à déchiffrer le plus ancien livre du monde, le papyrus Prisse, véritable traité de sagesse égyptienne ; il écrit aussi Voyage d'un Égyptien en Syrie, Phénicie et Palestine au XIVe siècle avant notre ère, ouvrage rappelant l'histoire d'Abraham et de la Terre Promise. 
Il s'occupe aussi de la traduction du papyrus Amherst, du papyrus Abbott et du papyrus de Turin, de l’étude du traité de Ramsès II et des Khétas (Hittites), du décryptage de la requête à Amenhotep, des papyrus de Bologne et des maximes morales d’Ani, des maximes morales de Ptahhotep, de l’étude des monnaies, des poids et mesures, dont il a le premier déterminé les étalons principaux, des papyrus moraux et autres correspondances contenus dans les papyri du British Museum, des musées de Berlin, de Bologne, etc.
Il effectue aussi des recherches fructueuses dans le domaine de la paléontologie et de la préhistoire européenne (entre autres la grotte de la Verpillière à Mellecey, Saône-et-Loire,).
Entre 1876 et 1880, Chabas édite également un journal : L'Égyptologie. Ses travaux portent essentiellement sur l'expulsion des Hyksôs.
Il est élu membre étranger de l'Académie royale néerlandaise des arts et des sciences en 1865, et membre de la Société américaine de philosophie en 1869.
Sa tombe se trouve au cimetière Saint-Louis de Versailles.
À Chalon-sur-Saône, un monument érigé dans le square Chabas perpétue le souvenir de l'égyptologue. Constitué d'un buste, d'un sphynx et d'une pyramide sur socle de pierre, il est l'œuvre du sculpteur Georges Granger. Le buste de bronze, dû au sculpteur Denys Puech, a été fondu en 1944

## Publications
- Une inscription historique du règne de Seti Ier, Chalon sur Saône, Impr. J. Dejussieu, 1856 ;
- Voyage d'un Égyptien en Syrie, en Phénicie, en Palestine au quatorzième siècle avant notre ère, Paris, 1866 ;
- Détermination métrique de deux mesures égyptiennes de capacité, Paris, Maisonneuve, 1867 ;
- Les pasteurs en Égypte, Amsterdam, 1868 ;
- Traduction complète des inscriptions hiéroglyphiques de l’obélisque de Louqsor, place de la Concorde à Paris, 1868
- Mélanges égyptologiques [« trois séries en quatre volumes »], Paris, Châlon, J. Dejussieu, 1862-1873 ;
  - Mélanges égyptologiques, vol. 3 (2) : Sur un plan égyptien d'un tombeau royal à Thèbes, 1870 ;
- Étude sur l'antiquité historique d'après les sources égyptiennes et les monuments réputés préhistoriques, Amsterdam, 1872 ;
- Recherches pour servir à l'histoire de la XIXe dynastie et spécialement à celle des temps de l'Exode, Amsterdam, 1873.

### Biographie
- Emmanuel Mère, François Chabas, profession égyptologue, Éditions Hérode.
- Louis-Jeannin-Naltet, Un siècle de vie économique en Saône et Loire 1843-1943, Imprimerie du Courrier 1943 - François Chabas p.207-215